# Maadebucht

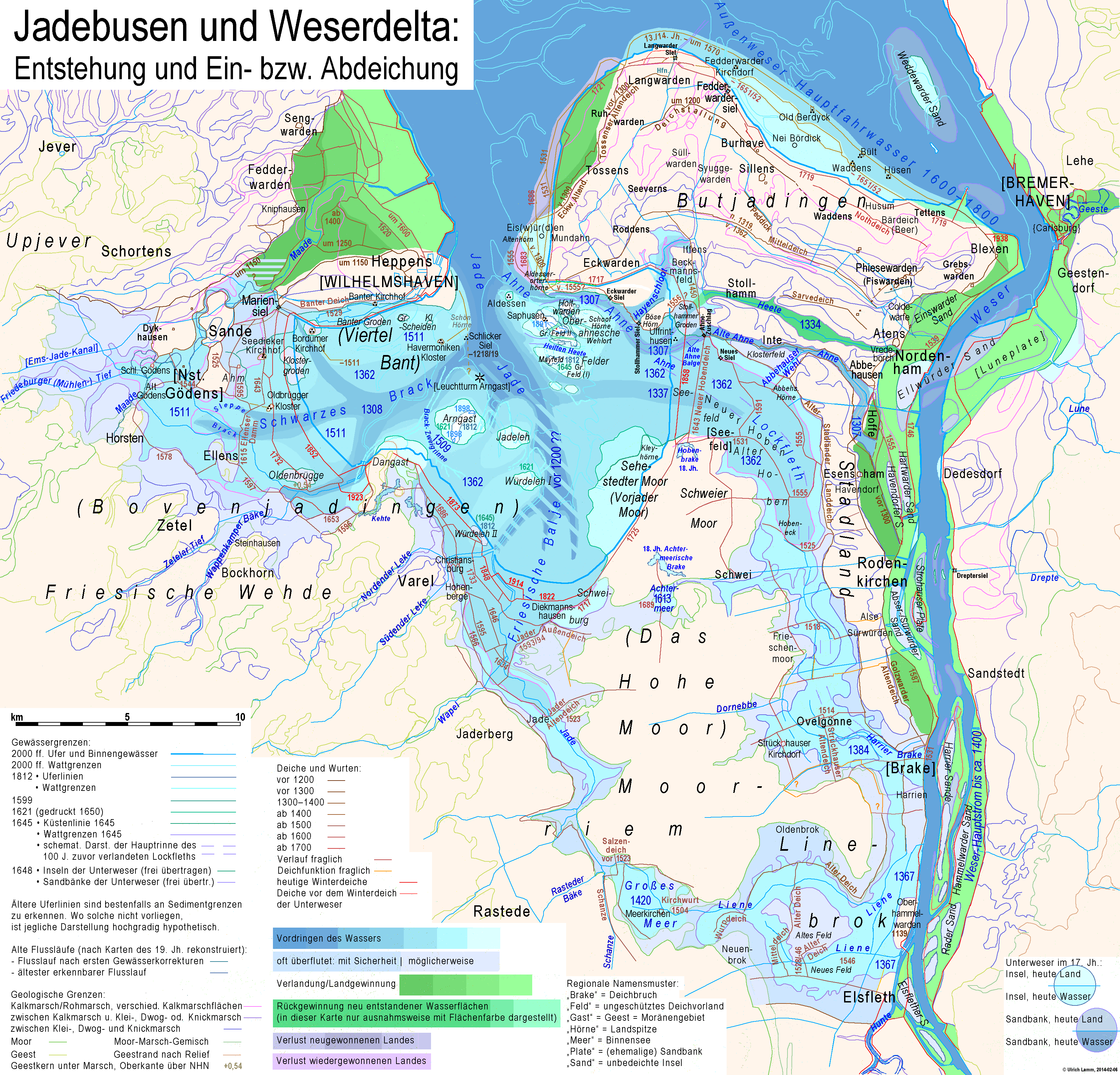
Entwicklung von Jadebusen und Weserdelta; Verlandung seit 1300 entstandener Wasserflächen ab 1500 nur indirekt über die Abdeichung dargestellt.
→ Vergrößerungen: • 33 %, • 50 %

Die Maadebucht ist eine ehemalige Meeresbucht an der Westseite der heutigen Jademündung. Die vollständige Eindeichung der Bucht erfolgte im frühen 16. Jahrhundert.

## Geschichte
Die Maadebucht bildete im Mittelalter die Grenze zwischen den Gauen Östringen und Rüstringen. Die trichterförmige Bucht entstand nach der letzten Eiszeit aus einem der vielen Schmelzwassertäler des Oldenburgisch-Ostfriesischen Geestrückens. Sie begann in den Niederungen von Friedeburg und Reepsholt und verlief in Form eines Trichters in nordöstlicher Richtung auf die heutige Innenjade zu. Die Mündung der Maadebucht war etwa acht Kilometer breit und nahm fast die gesamte Fläche ein, auf der heute das nördliche Stadtgebiet von Wilhelmshaven liegt. Auf ihr konnten große Handelsschiffe fahren, unter anderem sollen auch Seeräuber wie Klaus Störtebeker die Maadebucht befahren haben, um sich in einem der Ausläufer der Bucht zu verstecken. Im 12. Jahrhundert begann man mit der Eindeichung der Maadebucht. Die vollständige Eindeichung konnte jedoch erst um 1520 abgeschlossen werden.